# SMS Budapest
SMS Budapest, predreadnought bojni brod i obalna oklopnjača klase Monarcha koji je izgradila Austro-ugarska ratna mornarica pri kraju 19. stoljeća. Kobilica Budapesta položena je u brodogradilištu Stabilimentu Tecnicu Triestinu u Trstu istoga dana kad i kobilica njegova bratskog broda Wiena 16. veljače 1893. godine. Imenovan je po gradu Budimpešti, ugarskome glavnom gradu, a porinut je 24. srpnja 1896. kao posljednji brod klase Monarcha, a u službu Austro-ugarske ratne mornarice stavljen je 12. svibnja 1898. godine.